# Adam Ondra
Adam Ondra (Brno, 5 febbraio 1993) è un arrampicatore ceco.
Pratica le competizioni di difficoltà e boulder, oltre che l'arrampicata in falesia. Dati i suoi risultati straordinari in gara e su roccia è considerato uno degli arrampicatori sportivi più forti di tutti i tempi.
Ha vinto il premio Salewa Rock Award per cinque volte: nel 2008, 2010, 2011 nel 2013 e nel 2018. Quest'ultimo rappresenta una sorta di "Oscar dell'arrampicata" come riconoscimento a colui o colei che ha segnato la stagione precedente per le performance su falesia o su boulder. La motivazione che ha accompagnato il premio di Ondra nel 2011 era la seguente: "Per la capacità di alzare continuamente il livello dell'arrampicata superando se stesso e facendo sognare tutti i climbers".

## Biografia

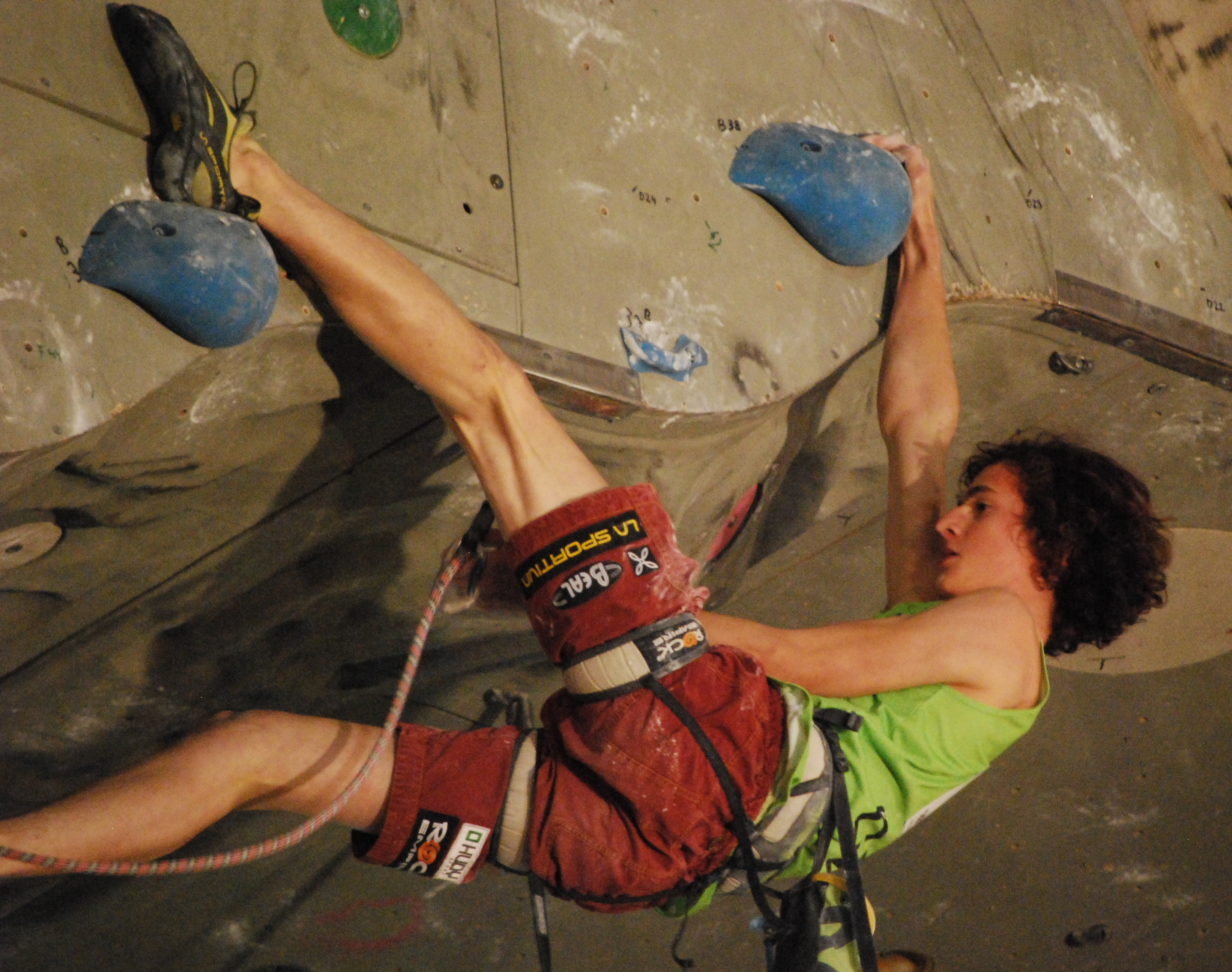
Adam impegnato ad Imst nella terza prova della lead della Coppa del mondo di arrampicata 2009

### Gli inizi
Inizia a scalare da giovanissimo grazie alla passione trasmessagli dai genitori, anch'essi arrampicatori. Nel 1999 (all'età di sei anni) a Rovigno in Croazia arrampica per la prima volta su dei 6a chiodati ogni mezzo metro. Nel 2001 (all'età di otto anni) raggiunge il 7b+ a vista e nel 2002 (all'età di nove anni) il 7c+ a vista e l'8a lavorato. L'8a a vista arriva nel 2003 (all'età di dieci anni). Nel 2004 (all'età di undici anni) scala numerosi 8a+ a vista e l'8c lavorato. Nel 2005 (all'età di dodici anni) è il turno dell'8b a vista. È ormai un nome famoso sulle riviste specializzate e, nel 2006, sale il suo primo 9a Martin Krpan a Mišja Peč.

### 2007: Silbergeier
Nel 2007 sale altri due 9a, Erfolg ist trainierbar reclimbed, in Austria, ad aprile e Abysse, via di Alexandre Chabot alle Gorges du Loup, ad agosto.
A luglio, accompagnato dal ceco Ondra Benes, sale in libera la via Silbergeier, una via di 200 metri tra le più difficili del Rätikon, Svizzera.

### 2008: 9a+ lavorato, 8c a vista
Nel 2008 consolida il grado del 9a (dieci vie), raggiunge il 9a+ (due vie) e l'8c a vista (tre vie).
A febbraio compie un viaggio in Spagna di due settimane in cui realizza la sesta salita del 9a+ La Rambla a Siurana in soli cinque tentativi e la salita di tre 9a lavorati e di due 8c a vista a Santa Linya.
A maggio sale due 9a in Frankenjura: Unplugged di Markus Bock e la storica Action Directe di Wolfgang Güllich.
A luglio, accompagnato dalla guida italiana Pietro Dal Prà, torna in Rätikon, questa volta per tentare la prima salita in libera di WoGü, una delle vie lunghe più difficili del mondo, sette tiri con difficoltà fino all'8c. La via era stata chiodata da Beat Kammerlander nel 1997 e nessuno l'aveva ancora salita completamente in libera. Il 26 luglio riesce nell'impresa, proponendo anche leggere differenze di grado.
A ottobre è in Sardegna, alla Gola di Gorroppu, dove riesce nell'ambita prima salita a vista di Hotel Supramonte, via di 400 metri con difficoltà fino all'8b.
A novembre realizza la seconda salita del 9a+ Open Air, a Schleierwasserfall, via di Alexander Huber del 1996, irripetuta ancora dopo dodici anni. Grazie a questa ripetizione, Alexander Huber può essere considerato il primo ad aver salito un 9a+. Per Adam è la sua via più dura fino a quel momento.

### 2009: ancora 9a+ lavorato e 8c a vista
Nel 2009 migliora ulteriormente i risultati dell'anno precedente sul 9a (dodici vie), il 9a+ (tre vie) e l'8c a vista (sei vie).
A febbraio è di nuovo in vacanza in Spagna come l'anno precedente. Durante il viaggio si ferma in Francia a Seynes dove sale a vista l'8c Métaphysique Des Tubes. Giunto ad Oliana realizza la prima ripetizione del 9a+ Papichulo di Chris Sharma e sale a vista l'8c Los Humildes Pa Casa.
A maggio compie un viaggio di sei giorni all'isola di Kalymnos, dove sale a vista l'8c Gora Guta Gutarak (precedentemente gradato 8c+) ed effettua la prima salita in libera del 9a Los Revolucionarios, che diviene la via più difficile dell'isola e anche della Grecia.
A giugno riesce nella prima ripetizione del 9a+ Corona di Markus Bock in Frankenjura, la via più difficile di Bock fino a quel momento.
Nel solo mese di settembre sale quattro 9a tra Austria e Frankenjura e nel mese di ottobre altri tre 9a e un 9a+, Marina Superstar a Domusnovas, in Sardegna, il primo 9a+ di cui Ondra effettua la prima libera. La via è lunga 35 metri, di cui 30 strapiombanti oltre i 50 gradi. Ondra propone il grado di 9a+/9b e la valuta più dura dei quattro 9a+ saliti fino a quel momento (La Rambla, Papichulo, Open Air e Corona). La via è irripetuta.

### 2010: raggiunto il 9b lavorato e l'8C boulder

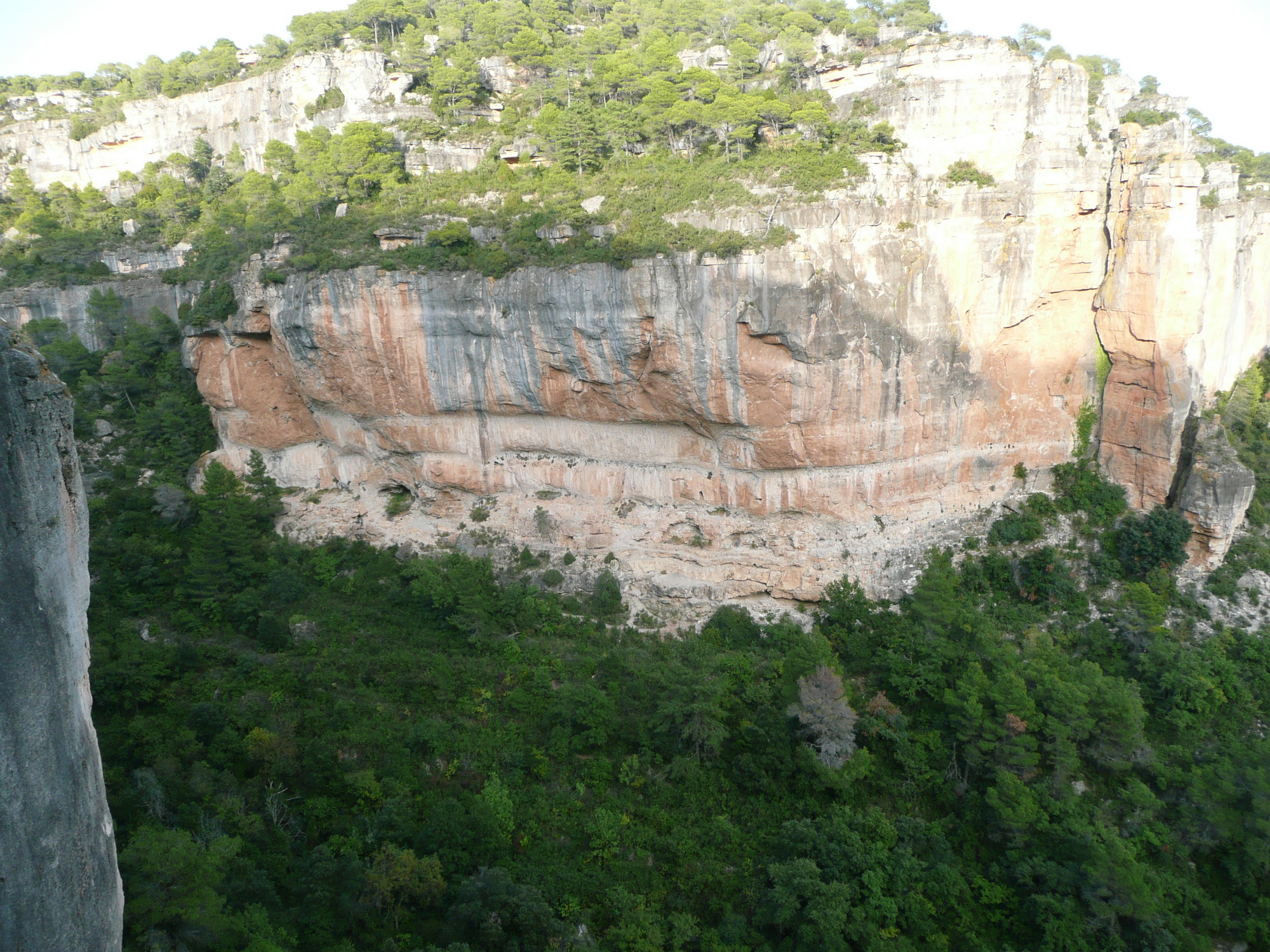
Il settore El Pati di Siurana dove sale il 9b Golpe de Estado, circa al centro della foto

Nel 2010 continua ad aumentare il suo bottino di vie di 9a (10 vie), 9a+ (2 vie) e raggiunge il 9b (1 via).
A marzo, a Siurana, riesce nella prima ripetizione del 9b Golpe de Estado, salito da Chris Sharma nel 2008. Si tratta della prima volta nella storia dell'arrampicata che una via gradata 9b viene ripetuta e confermata nel grado. La via, situata nel settore El Pati (lo stesso della Rambla), è un attacco diretto dell'8c+/9a Estado critico e ad Ondra sono necessari ventinove tentativi in quattordici giorni per completarla.
Ad aprile, per la seconda volta dopo Marina Superstar, effettua la prima salita di un 9a+, Goldrake a Cornalba, un vecchio progetto del locale Bruno Camos Tassi.
A maggio compie un viaggio in Inghilterra durante il quale realizza la prima ripetezione delle vie più difficili dell'isola, tutte di Steve McClure: i 9a North Star e Northern Lights, mentre fallisce nella ripetizione del 9a+ Overshadow. Sempre a maggio partecipa al raduno di boulder Melloblocco in Val di Mello, che vince per il terzo anno consecutivo.
A inizio settembre effettua la prima salita del 9a+ L'étrange ivresse des lenteurs a Céüse, un progetto di Sylvain Millet nel settore Biographie.
A fine settembre si reca in Madagascar accompagnato da Pietro Dal Prà, per tentare la prima salita in libera in giornata della via Tough Enough, una via di 400 metri (10 tiri), con cinque tiri sopra l'8b (fino all'8c). Il 30 settembre riesce nell'impresa e quattro giorni dopo la ripete con l'ottavo tiro originale (8c).
Durante il viaggio in Madagascar viene a conoscenza grazie a Pietro Dal Prà della possibilità di donare il midollo osseo. Poco dopo il compimento dei 18 anni ne diviene donatore ed entra a far parte del progetto Climb for Life, nelle vesti di membro più giovane. Lo scopo di questo progetto è portare la cultura della donazione nel mondo dell'arrampicata.
A novembre entra nella ristretta cerchia dei boulderisti del grado 8C, con la seconda ripetizione di Big Paw a Chironico, boulder di Dave Graham del 2008.

### 2011: altri 9b lavorati, 8c+ a vista e 8C+ boulder
Il 2011, a parte qualche altro 9a (4) e 9a+ (4), è l'anno dei 9b (4) e dell'8c+ a vista (7).
A metà febbraio a Siurana libera il suo secondo 9b, il primo di cui realizza anche la prima ascensione. La via si chiama La Capella e sale a sinistra del 9a Jungle Speed. È una via breve, costituita da tre boulder consecutivi di 8A+ e 8B e gli richiede nove giorni di tentativi.
A marzo è di nuovo in Spagna, in una vacanza che lo porterà a salire il suo terzo 9b e cinque 8c+ a vista in venti giorni. La prima tappa è a Etxauri, dove il giorno 6 sale a vista l'8c+ Kidetasunaren balio erantsia. Fino a quel momento solo Patxi Usobiaga era riuscito nel 2007 a salire una via di 8c+ a vista (Bizi Euskaraz a Etxauri). Il giorno successivo Adam sale a vista anche l'8c+ Bizi Euskaraz.
Si sposta quindi a Vadiello, dove il 9 marzo sale a vista l'8c+ Powerade. L'ultima tappa è a Oliana: il 20 marzo sale a vista il quarto 8c+ Mind Control e il 27 marzo, l'ultimo giorno della vacanza, libera il suo terzo 9b Chaxi Raxi e un'ora dopo sale a vista il quinto 8c+ Blanquita. Chaxi Raxi è un progetto di Chris Sharma lungo 40 metri composto da un boulder iniziale di 8B+ a cui segue una via di 9a/+. Per Adam è la via più difficile da lui salita fino a quel momento.
Ad aprile torna in Spagna, questa volta a Villanueva del Rosario, un paese a pochi chilometri a nord di Malaga. Qui, in una enorme grotta di calcare, si trova Chilam Balam una via di 80 metri che l'arrampicatore locale Bernabé Fernandez salì nel 2003 e propose come 9b+. L'ascensione di Fernandez è stata sempre contestata per la mancanza di prove e per il grado proposto. Fino ad allora, Chilam Balam non aveva avuto ripetizioni, ma Ondra la libera il 13 marzo in soli quattro tentativi ripartiti in tre giorni, gradandola come 9b. Lo stesso giorno sale anche il suo sesto 8c+ a vista, La Rubia. Sempre a Villanueva del Rosario, nove giorni dopo, libera un nuovo 9b, La planta de Shiva. Si tratta del quinto 9b di Ondra, il quarto del 2011.
A maggio ritorna in Inghilterra per riprovare il 9a+ Overshadow, che l'anno prima non aveva risolto. Questa volta riesce nella prima ripetizione della via di Steve McClure, dopo sette tentativi distribuiti in due anni. Durante lo stesso viaggio sale a vista l'8c Bat Route, che rappresenta il grado più alto mai salito a vista in Inghilterra.
A luglio, di passaggio dalla Valle d'Aosta, sale a vista l'8c+ L'Avaro a Sarre, prima via di questo grado ad essere salita a vista in Italia.
Per il resto del 2011 si dedica quasi esclusivamente al bouldering, riuscendo nella salita di quattro 8C (di cui due prime salite) e due 8C+ (di cui una prima salita).
Ad agosto, durante un viaggio in Sudafrica a Rocklands, effettua la terza salita dell'8C Monkey Wedding, boulder di Fred Nicole del 2002.
A novembre apre il suo primo 8C+, Terranova nel Carso Moravo (Repubblica Ceca), e a dicembre riesce nella prima ripetizione di Gioia, boulder di Christian Core del 2008 valutato 8C+, e ne conferma il grado.
Conclude il 2011 con il suo primo viaggio a Fontainebleau, dove riesce nella salita in stile flash dell'8B+ Gecko Assis, passaggio di Olivier Lebreton del 2004 (che Adam graderà come un 8B).

### 2012: primo 9b+ lavorato e primo 9a flash

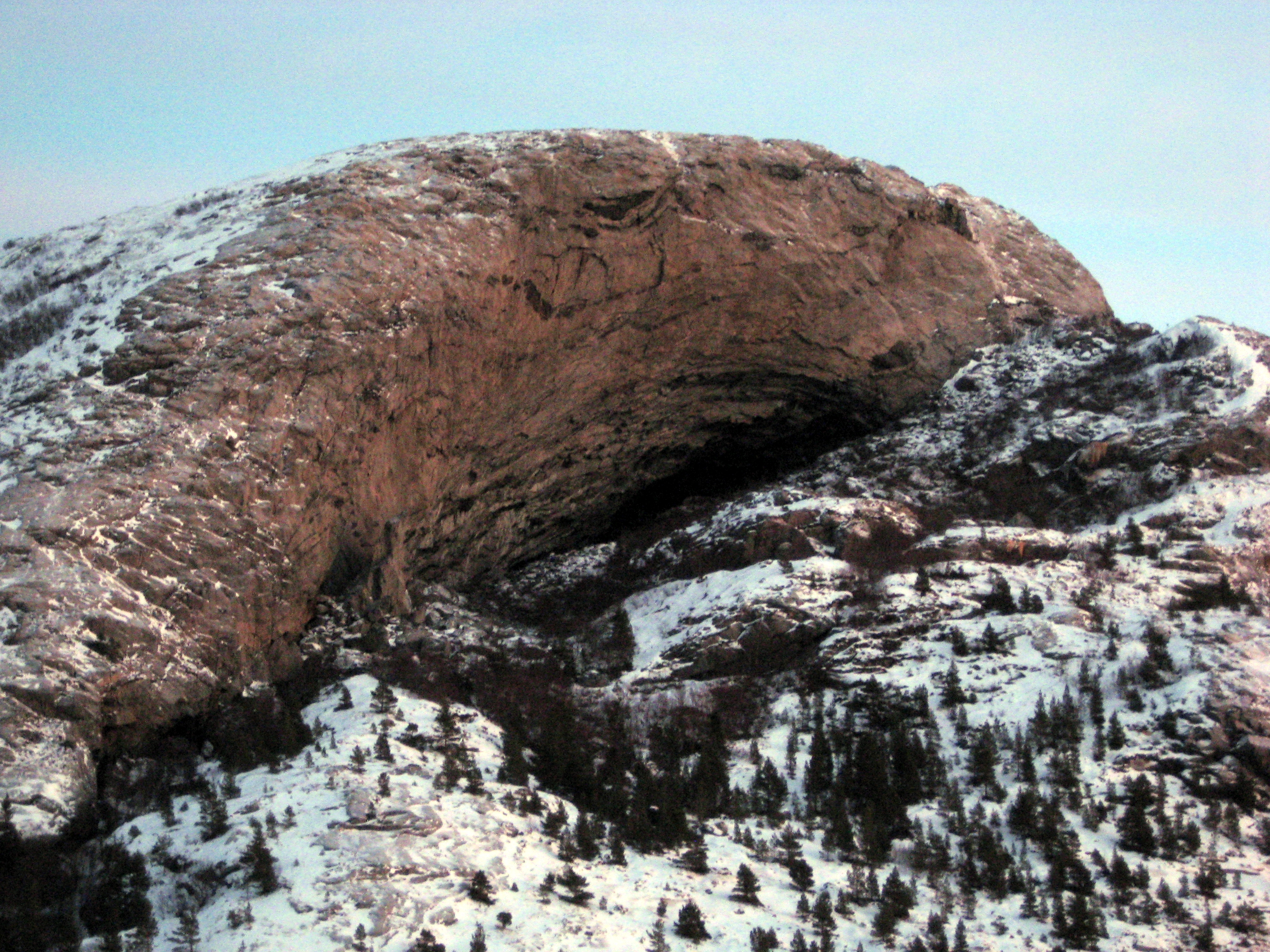
La grande grotta di Hanshelleren a Flatanger, dove sale Change, la prima via di grado proposto 9b+

Nel 2012 continua la serie degli 8c+ a vista (7), dei 9a (7) e 9a+ (2) lavorati, ma soprattutto riesce nella prima salita della storia di una via con grado proposto di 9b+.
A marzo, in una falesia della Repubblica Ceca, compie la prima salita di una via di 9a, To tu jeste nebyl con la particolarità di averla chiodata dal basso, insieme a Ondra Benes.
Ad aprile è in Italia presso la falesia Bus de Vela, dove sale a vista due vie di Gabriele Moroni, Scoglio di Capri di 8c e Bella Regis di 8c+.
A giugno è a Céüse dove realizza la prima salita del 9a+ Jungle Boogie, progetto di Sylvain Millet, e prova la salita in stile flash del 9a+ Realization. Era quest'ultimo un progetto a cui pensava da alcuni anni, ma lo tenta in una situazione di non perfetta forma e cade dopo la prima catena (8c+).
Alla fine di giugno si reca in Norvegia a Flatanger, dove si trova una enorme grotta che permette l'arrampicata in condizioni ottimali di temperatura anche nei mesi estivi. Qui nel mese di luglio riesce nella prima salita di un 9a+ lavorato, Thor's Hammer. e nella salita a vista di due 8c+, Odin's Eye e Nordic Flower.
Dopo aver preso parte al Campionato del mondo 2012 a settembre, riparte per Flatanger, dove il 4 ottobre riesce nella salita del suo progetto, chiamato Change e proposto di grado 9b+. La via è lunga 55 metri ed è costituita da una prima sezione di 20 metri, valutata 9a+/9b e contenente un boulder di 8B+, e da una seconda parte di 9a, anch'essa con un boulder intenso. Per la riuscita gli sono occorse cinque settimane di lavoro, tre in estate e due in autunno.
Nell'ottobre 2012 compie il suo primo viaggio negli Stati Uniti. Presso la falesia di Red River Gorge il 29 ottobre realizza la prima salita flash della storia di un 9a, con la ripetizione di Southern Smoke Direct, ex 9a+. Il 1º novembre sale a vista due vie di 9a, Pure Imagination e un'ora dopo Golden Ticket, valutandole però entrambe 8c+.

### 2013: ancora 9b+ lavorato e 9a a vista
A gennaio si reca ad Oliana per continuare a provare il progetto La Dura Dura. Si tratta di una via chiodata da Chris Sharma nel 2010 e poi abbandonata perché ritenuta troppo difficile. All'inizio del 2012 Ondra si era dimostrato interessato a provarla e aveva cominciato a lavorarla insieme a Sharma. Ad Ondra sono stati necessari cinque viaggi ad Oliana e circa nove settimane di lavoro (63 giorni, totalizzando una settantina di tentativi) per riuscire finalmente nella prima salita il 7 febbraio. Si tratta del seconda via di grado 9b+ proposto della storia, dopo Change nel 2012.
Durante il soggiorno ad Oliana, realizza inoltre la salita di due difficili vie di Sharma: il 25 gennaio, il primo giorno, sale il 9a+ Power Inverter, e il 9 febbraio, solamente due giorni dopo la prima salita di La Dura Dura, realizza la prima ripetizione del 9b Fight or flight.
Il 9 luglio riesce nella sua prima salita a vista di un 9a, Cabane au Canada a Rawyl, nei pressi di Sion, in Svizzera. Si è trattato del secondo 9a a vista della storia dell'arrampicata: nel marzo 2013 infatti, Alexander Megos era balzato agli onori della cronaca per la salita a vista del 9a Estado critico a Siurana. A Ondra sono occorsi quasi tre anni di tentativi per questo risultato e l'aver già salito quindici 8c+ a vista.
Nel dicembre 2013 riesce a liberare, dopo circa cinque anni di tentativi, la via Vasil Vasil, terzo 9b+ al mondo. Questa via di 12 metri è situata nella falesia di Sloup, in Repubblica Ceca.

### 2016
Nel novembre 2016 compie la prima ripetizione in libera della via Dawn Wall su El Capitan. La via era stata liberata nel 2015 da Tommy Caldwell e Kevin Jorgeson ed è considerata la via lunga più difficile al mondo. Ondra impiega otto giorni, tra il 14 e il 21 novembre. Nella salita è stato accompagnato dall'amico Pavel Blažek e dal fotografo Heinz Zak.
Al 2016 il suo curriculum in falesia è di 1345 vie tra l'8a e il 9b+, di cui 643 a vista.

### 2017
Il 3 settembre libera il suo progetto Silence, il primo 9c della storia, nella falesia di Flatanger, in Norvegia.
La nuova via, chiamata provvisoriamente Project Hard durante i due anni di lavoro per provare ad aprirla, è stata rinominata Silence proprio da Adam, per il fatto di non essere riuscito ad urlare quando finalmente è arrivato alla catena finale.

## Carriera sportiva
Nel 2007 inizia a gareggiare nelle competizioni giovanili ottenendo subito dei successi. Nella categoria Youth B vince la medaglia d'oro Campionato del mondo giovanile di arrampicata a Ibarra, Ecuador, e si aggiudica la Coppa Europa giovanile.
Nel 2008 ripete lo stesso risultato, vincendo sia il Campionato del mondo giovanile a Sydney, Australia, che la Coppa Europa giovanile, entrambi nella categoria Youth B.
Nel 2009, raggiunti i sedici anni, esordisce nelle categorie senior, gareggiando sia nella specialità boulder (solo in due tappe su cinque, 15º nella classifica finale) che nella lead. Ed è proprio in quest'ultima specialità che, vincendo quattro tappe su sei, si aggiudica la Coppa del mondo di arrampicata 2009 nella lead nell'anno del suo debutto, davanti allo spagnolo Patxi Usobiaga e al giapponese Sachi Amma.
Nel 2010 gareggia di nuovo in entrambe le specialità, boulder e lead. Nelle sette tappe del boulder, svoltesi tra maggio e luglio, ottiene tre primi posti e due secondi e si aggiudica così la Coppa del mondo di arrampicata 2010 di boulder, davanti all'austriaco Kilian Fischhuber e al giapponese Tsukuru Hori. Diviene il primo e unico atleta a vincere entrambe le coppe di specialità (lead e boulder). Tra luglio e novembre gareggia anche nelle sei tappe della Coppa lead, tentando il nuovo record di vincere le due Coppe nello stesso anno. Si deve però accontentare del terzo posto, alle spalle dello spagnolo Ramón Julián Puigblanque e dell'austriaco Jakob Schubert.
Nel 2011 decide di non prendere parte alla Coppa del mondo ma di concentrarsi solo sul Campionato del mondo di arrampicata 2011 che si sarebbe disputato ad Arco, nel mese di luglio. Nel boulder ottiene la medaglia d'argento alle spalle del russo Dmitrij Šarafutdinov, separato da tre tentativi di differenza nella salita dei quattro boulder della finale. Anche nel lead manca la vittoria fermandosi alla medaglia di bronzo dietro a Ramón Julián Puigblanque e Jakob Schubert. Nonostante la mancanza di medaglie d'oro si aggiudica la speciale classifica di combinata e il titolo di Rock Master assegnato nel 2011 con la prova del duello.
Nel 2012 partecipa solo al Rock Master, dove si ferma al 5º posto in seguito allo scivolamento di un piede nella prova lavorata, e al Campionato del mondo di arrampicata 2012 a Parigi, dove ottiene come l'anno precedente la medaglia di bronzo nella specialità lead, questa volta alle spalle di Jakob Schubert e Sean McColl.
Nel corso del 2013 annuncia di voler prendere parte a tutta la stagione di Coppa del mondo lead per il 2014. In preparazione a questo, partecipa alle ultime due tappe della stagione 2013. Dopo tre anni di assenza dalla Coppa vince la tappa di Valence e ottiene il secondo posto a Kranj.
Il 23 agosto 2014 diventa per la prima volta campione del mondo boulder, vincendo il campionato tenutosi a Monaco di Baviera, titolo che ancora gli mancava, avendolo sfiorato con le medaglie d'argento del 2009 e 2011. Poche settimane dopo, il 14 settembre, nell'ambito della stessa manifestazione vince anche nella categoria lead, diventando la prima persona nella storia dell'arrampicata sportiva a vincere in entrambe le categorie.

## Palmarès

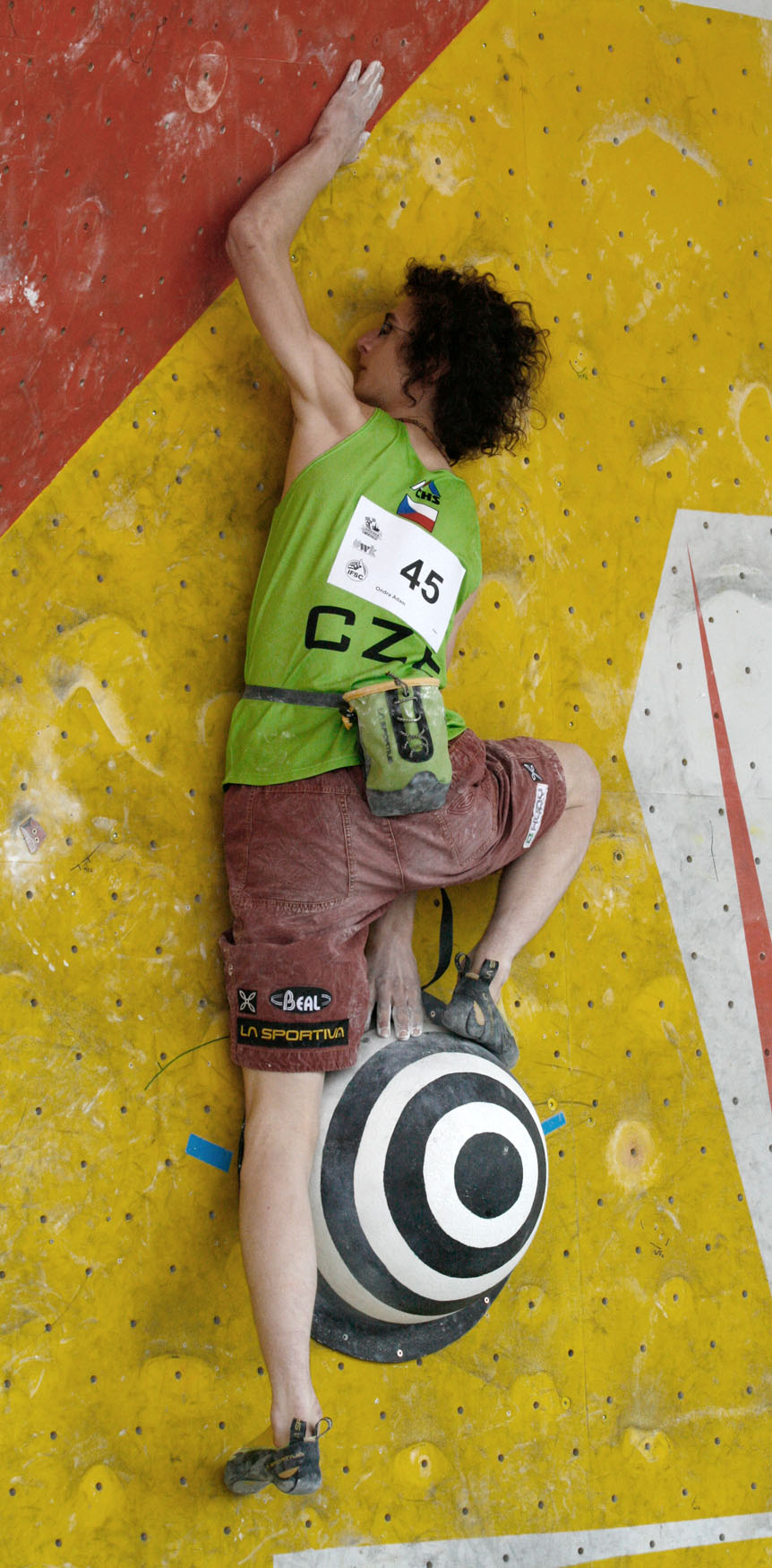
Adam impegnato a Vienna nella seconda prova della Coppa del mondo boulder 2010

### Coppa del mondo
|         | 2009 | 2010 | 2011 | 2012 | 2013 | 2014 | 2015 | 2019 |
| ------- | ---- | ---- | ---- | ---- | ---- | ---- | ---- | ---- |
| Lead    | 1    | 3    |      |      | 11   | 3    | 1    | 1    |
| Boulder | 15   | 1    |      |      |      | 24   | 3    | 2    |

### Campionato del mondo
|         | 2009 | 2011 | 2012 | 2014 | 2016 |
| ------- | ---- | ---- | ---- | ---- | ---- |
| Lead    | 2    | 3    | 3    | 1    | 1    |
| Boulder |      | 2    |      | 1    | 2    |

## Falesia
- 1 via di 9c
- 4 vie di 9b+
- 20 vie di 9b
- 38 vie di 9a+ (di cui 1 flash)
- 103 vie di 9a (di cui 3 a vista e 2 flash)
- 141 vie di 8c+ (di cui 15 a vista)
- 170 vie di 8c (di cui 27 a vista)
- 446 vie di 8b e 8b+ (di cui 153 a vista)

### Lavorato
- 9c/5.15d:
  - Silence - Flatanger (NOR) - 3 settembre 2017 - Prima salita e prima via di questo grado proposta[76]
- 9b+/5.15c:
  - Zverinec (Menangerie) - Holstejn (CZE) - 20 novembre 2022 - Prima salita
  - Vasil Vasil - Sloup (CZE) - 4 dicembre 2013 - Prima salita[58]
  - La Dura Dura - Oliana (ESP) - 7 febbraio 2013 - Prima salita[53]
  - Change - Flatanger (NOR) - 4 ottobre 2012 - Prima salita e prima via di questo grado proposta[50]
- 9b/5.15b:
  - First Round First Minute - Margalef (ESP) - 3 febbraio 2014 - Seconda salita della via di Chris Sharma liberata nel 2011
  - Move - Flatanger (NOR) - 20 agosto 2013 - Prima salita, valutata 9b/+[77]
  - Iron Curtain - Flatanger (NOR) 3 agosto 2013 - Prima salita[78]
  - Fight or flight - Oliana (ESP) - 9 febbraio 2013 - Seconda salita della via di Chris Sharma del 2011[55]
  - La planta de Shiva - Villanueva del Rosario (ESP) - 22 aprile 2011 - Prima salita[38]
  - Chilam Balam - Villanueva del Rosario (ESP) - 13 aprile 2011 - Seconda salita (tuttavia la prima salita di Bernabe Fernandez è incerta)[37]
  - Chaxi Raxi - Oliana (ESP) - 27 marzo 2011 - Prima salita di Chaxi con partenza diretta[35]
  - La Capella - Siurana (ESP) - 16 febbraio 2011 - Prima salita[31]
  - Golpe de Estado - Siurana (ESP) - 13 marzo 2010 - Seconda salita della via di Chris Sharma del 2008[23]
- 9a+/5.15a:
  - Biographie - Céüse - 6 agosto 2014 - Decima salita della via di Chris Sharma del 2001
  - Power Inverter - Oliana (ESP) - 25 gennaio 2013 - Via di Chris Sharma del 2010
  - Thor's Hammer - Flatanger (NOR) - 8 luglio 2012 - Prima salita[48]
  - Jungle Boogie - Céüse (FRA) - 7 giugno 2012 - Prima salita[46]
  - Perlorodka - Holstejn, Mor.kras (CZE) - 6 settembre 2011 - Prima salita
  - Overshadow - Malham Cove (UK) - 16 maggio 2011 - Seconda salita della via di Steve McClure[39]
  - Chaxi - Oliana (ESP) - 21 marzo 2011 - Prima salita del progetto di Chris Sharma
  - Obrint el sistema - Santa Ana (ESP) - 14 marzo 2011 - Prima salita del progetto di Daniel Andrada[79]
  - L'étrange ivresse des lenteurs - Céüse (FRA) - 4 settembre 2010 - Prima salita[27]
  - Goldrake - Cornalba (ITA) - 6 aprile 2010 - Prima salita[24]
  - Marina Superstar - Domusnovas (ITA) - 20 ottobre 2009 - Prima Salita[22]
  - Corona - Frankenjura (GER) - 7 giugno 2009 - Seconda salita della via di Markus Bock del 2006[21]
  - Papichulo - Oliana (ESP) - 24 febbraio 2009 - Seconda salita della via di Chris Sharma del 2008[18]
  - Open Air - Schleierwasserfall (AUT) - 17 novembre 2008 - Seconda salita della via di Alexander Huber del 1996.[17]
  - La Rambla - Siurana (ESP) - 10 febbraio 2008 - Sesta salita.[12]

### A vista
- 9a/5.14d:
  - Water World (SLO) - 26 novembre 2022
  - TCT - Gravere (ITA) - 12 luglio 2014 - Seconda salita della via liberata da Stefano Ghisolfi e dedicata al giovane Tito Claudio Traversa[80]
  - Il Domani - Baltzola (ESP) - 3 maggio 2014
  - Cabane au Canada - Rawyl (SUI) - 9 luglio 2013 - Seconda salita a vista della storia di un 9a[57]
- 8c+/5.14c:
  - Chambao - Baltzola (ESP) - 7 maggio 2013[81]
  - Pure Imagination - Red River Gorge (USA) - 1º novembre 2012[52]
  - Golden Ticket - Red River Gorge (USA) - 1º novembre 2012[52]
  - Muy Verdes - Flatanger (NOR) - 11 luglio 2012
  - Nordic Flower - Flatanger (NOR) - 9 luglio 2012[49]
  - Eye of Odin - Flatanger (NOR) - 8 luglio 2012
  - Deltaplane Man Direct - Entraygues - 31 maggio 2012[82]
  - Bella Regis - Bus De Vela (ITA) - 7 aprile 2012[45]
  - L'Avaro - Tetto di Sarre (ITA) - 13 luglio 2011 - Primo 8c+ a vista in Italia[40]
  - La Rubia - Villanueva del Rosario (ESP) - 13 aprile 2011
  - Blanquita - Oliana (ESP) - 27 marzo 2011[36]
  - Mind Control - Oliana(ESP) - 20 marzo 2011[34]
  - Powerade - Vadiello (ESP) - 9 marzo 2011[33]
  - Bizi Euskaraz - Etxauri (ESP) - 7 marzo 2011[83]
  - Kidetasunaren balio erantsia - Etxauri (ESP) - 6 marzo 2011 - Secondo 8c+ a vista della storia dopo quello di Patxi Usobiaga nel 2007[32]
- 8c/5.14b:
  - Aktion Talon - Höllental (AUT) - 29 giugno 2013
  - Into the Wild - Jaén (ESP) - 16 marzo 2013
  - Terapia de Grito - Cuenca (ESP) - 13 febbraio 2013
  - El Calvario del Sicario - Cuenca (ESP) - 10 febbraio 2013[84]
  - Scoglio de Capri - Bus De Vela (ITA) - 7 aprile 2012[85]
  - Iluzija - Kotecnik (SLO) - 5 aprile 2012
  - 5 Uve - Arco (ITA) - 27 giugno 2011
  - Bat Route - Malham Cove (UK) - 16 maggio 2011
  - Carbunco - Archidona (ESP) - 23 aprile 2011
  - Kalliste - Archidona (ESP) - 23 aprile 2011
  - Fuck the police - Etxauri (ESP) - 6 marzo 2011
  - Dures Limites - Céüse (FRA) - 10 agosto 2010
  - Smoke - Pierrot beach (FRA) - 5 agosto 2010
  - Home Sweet Home - Pierrot beach (FRA) - 5 agosto 2010
  - Guère d'usure - Claret (FRA) - 29 febbraio 2010[86]
  - Super Samson - Claret (FRA) - 29 gennaio 2010
  - Gora Guta Gutarak - Kalymnos (GRE) - 22 maggio 2009[19]
  - Una Vida Nomada - Covolo (ITA) - 21 aprile 2009[87]
  - Nagay - Covolo (ITA) - 21 aprile 2009 - Primo 8c a vista in Italia
  - L'espiadimondis - Margalef (ESP) - 2 marzo 2009
  - Los Humildes Pa Casa - Oliana (ESP) - 24 febbraio 2009
  - Métaphysique Des Tubes - Seynes (FRA) - 21 febbraio 2009
  - Absinth - Sparchen (AUT) - 16 agosto 2008
  - Rollito Sharma Extension - Santa Linya (ESP) - 7 febbraio 2008
  - Digital System - Santa Linya (ESP) - 5 febbraio 2008

## Boulder
Ha scalato 202 boulder tra l'8A e l'8C di cui 11 a vista e 29 flash:
- 2 boulder di 8C+
- 6 boulder di 8C
- 18 boulder di 8B+ (di cui 1 flash)
- 35 boulder di 8B (di cui 5 flash)
- 56 boulder di 8A+ (di cui 7 flash e 2 a vista)
- 85 boulder di 8A (di cui 17 flash e 9 a vista)

Ha vinto il Melloblocco 2008, 2009, 2010, 2011 (pari merito) e 2015 (pari merito).
- 8C+/V16:
  - Gioia - Varazze (ITA) - 6 dicembre 2011 - Seconda salita del boulder di Christian Core del 2008[42]
  - Terranova - Holstejn, Mor.kras (CZE) - 10 novembre 2011 - Prima salita, traverso[41]
- 8C/V15:
  - Cháron - Petrohrad / Mlýnský vrch (CZE) - 15 ottobre 2011 - Prima salita[92]
  - Practice of the Wild - Magic Wood (SUI) - 1º ottobre 2011 - Boulder di Chris Sharma del 2004[93]
  - Pata ledovce - Holstejn, Mor.kras (CZE) - 6 settembre 2011 - Prima salita[94]
  - Monkey Wedding - Rocklands (ZA) - 14 agosto 2011 - Terza salita del boulder di Fred Nicole del 2002
  - From The Dirt Grows the Flowers - Chironico (SUI) - 30 novembre 2010 - Boulder di Dave Graham del 2005
  - Big Paw - Chironico (SUI) - 29 novembre 2010 - Terza salita del boulder di Dave Graham del 2008.[30]
  - Ghost rider (CZE) - ottobre 2019 - seconda salita dopo Martin Stráník

## Vie lunghe

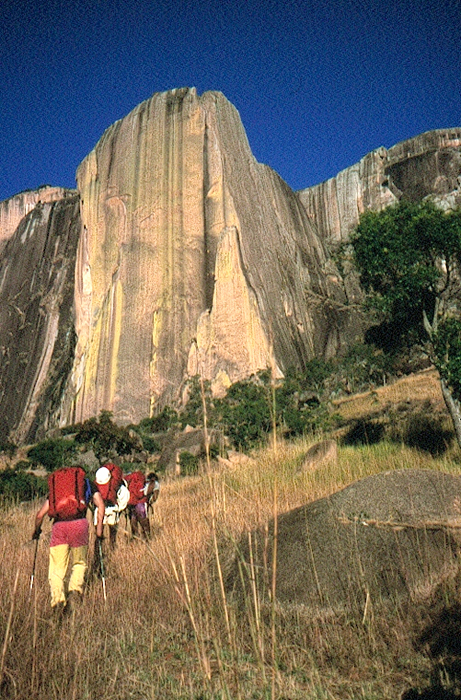
La parete est del Karambony su cui sale Tough Enough liberata da Adam nel 2010

- Dawn Wall - El Capitan (USA) - 14-22 novembre 2016 - Seconda salita in libera[59]
- Mora Mora - Tsaranoro Atsimo (Madagascar) - 10 ottobre 2010 - Prima salita in libera
- Bravo Les Filles - Tsaranoro Kelly (Madagascar) - 7 ottobre 2010
- Tough Enough Originale - Karambony (Madagascar) - 4 ottobre 2010 - Prima salita in libera[95]
- Tough Enough - Karambony (Madagascar) - 30 settembre 2010 - Prima salita in libera[28]
- Hotel Supramonte - Gola di Gorroppu (ITA) - 18 ottobre 2008 - Prima salita a vista[16]
- Ali Baba - Paroi Derobée di Aiglun (FRA) - 2008 - Seconda salita, quasi tutta a vista (una sola caduta sul settimo tiro di 8a)[96]
- WoGü - Rätikon (SUI) - 26 luglio 2008 - Prima salita in libera della via di Beat Kammerlander del 1997.[15]
- Zub za zub - Rätikon (SUI) - 29 luglio 2007 - Prima salita in libera
- Silbergeier - Rätikon (SUI) - 27 luglio 2007.[11]

## Riconoscimenti
- Salewa Rock Award 2008, motivazione:[2]

- Salewa Rock Award 2010, motivazione:[3]

- Salewa Rock Award 2011, motivazione:[4]

- Salewa Rock Award 2013.[1]

## Filmografia
- The Wizard's Apprentice - 2012 - Regia di Petr Pavlíček - Prodotto da Bernartwood - 110'.[97]